# Nueve balas
Nueve balas (9 Bullets en versión original) es una película de suspenso y acción estadounidense de 2022 escrita y dirigida por Gigi Gaston, protagonizada por Lena Headey, Sam Worthington y Dean Scott Vázquez. La película fue producida en California durante el apogeo de la pandemia de COVID-19. La inspiración de Gaston para la película se basó en su estrecha amistad con la intérprete de burlesque Gypsy Rose Lee. La película se conocía anteriormente como Gypsy Moon. Fue estrenado en cines estadounidenses seleccionados el 22 de abril de 2022 por Screen Media, recaudó $193,908 en ingresos totales en todo el mundo y recibió puntuaciones generalmente negativas de los críticos.

## Contexto
La escritora y directora de Nueve balas, Gigi Gaston, atribuye gran parte de su inspiración para la película a su estrecha amistad con la artista de burlesque Gypsy Rose Lee. Recuerda que Lee señaló su cuerpo y dijo: "Esto es lo que ven todos los hombres, pero lo realmente importante es lo que hay entre mis orejas". Con la esperanza de empoderar a las mujeres, Gaston añadió personajes femeninos fuertes a la historia. Su hijo, Dash, también influyó en la historia. La película se conocía originalmente como Gypsy Moon.

## Argumento
Gypsy, una exbailarina de burlesque que busca redención, toma una segunda oportunidad en la vida al convertirse en autora, mientras lo arriesga todo para rescatar a Sam, su joven vecino que presenció el asesinato de sus padres. Aunque está decidida a escribir sus memorias, pasa gran parte de su tiempo tratando de poner al niño a salvo evadiendo al jefe del crimen local y a su antiguo examante, que quieren lo que el niño posee: acceso al dinero perdido.

## Reparto
| - Lena Headey como Gypsy. - Sam Worthington como Jack. - Dean Scott Vázquez como Sam. - Martin Sensmeier como Eddie. - Chris Mullinax como Mike. - Cam Gigandet como Tommy. | - La La Anthony como Tasmin. - Emma Holzer como Lisa. - Donna Hood como Cupido. - Anthony Fitzgerald como Mel. - Stephanie Arcila como Caroline. - Zachary Mooren como Ralph. | - Marlene Forte como abuela. - John Ales como Rabbi Stein. - Cornelia Guest como Jennifer. - Barbara Hershey como Lacy. - Colleen Camp como Drew. - Dalila Ali Rajah como Oficial Cindy. |

## Producción
Nueve balas fue financiado por 120 dB Films, y filmado en Santa Clarita y Los Ángeles en California durante el apogeo de la pandemia de COVID-19. Fue filmado con cámaras Alexa Mini, lo que le brinda una claridad limpia y nítida en video de 1080p, con una banda sonora de audio principal grabada en 5.1 DTS-HD MA y con una partitura musical que proporciona a la película un escenario sonoro expansivo. La partitura original, escrita por Hugo de Chaire, está incluida en el álbum de la banda sonora que se lanzó en los principales servicios de música digital.

## Estreno
El 9 de febrero de 2022, Screen Media anunció que había adquirido todos los derechos norteamericanos de la película y estaba cerrando acuerdos en mercados internacionales clave. El 22 de abril de 2022, la película tuvo un estreno limitado en cines selectos de las principales ciudades de EE. UU. y estuvo disponible en Digital HD en Amazon Prime Video e iTunes. Screen Media inició un lanzamiento diario en sus servicios de vídeo a la carta con publicidad. La película se estrenó en DVD y Blu-ray el 7 de junio de 2022.

## Recepción

### Recaudación
Al 28 de enero de 2023, Nueve balas ha recaudado $10,601 en Europa y Medio Oriente, y $183,307 en Asia Pacífico, para un total bruto mundial de $193,908.

### Crítica
Nueve balas en general no fue bien recibido por los principales críticos de cine. Cath Clarke escribe en The Guardian: "Headey nunca es menos que visible, pero qué oportunidad desperdiciada". En The Austin Chronicle, Richard Whittaker vio que la película tenía "una trama pésima y motivaciones de personajes más allá de lo cuestionable" que, en su opinión, "detienen la historia de manera constante y total". Courtney Howard, crítica de cine de The AV Club, lo calificó como "un fracaso, pero que se volvió semi-aceptable gracias a una actuación decente de la protagonista Lena Headey y, sobre todo, una balada conmovedora escrita por Diane Warren".
En el sitio web de recopilación de reseñas Rotten Tomatoes, el 0% de las 18 reseñas de críticos son positivas, con una calificación promedio de 3/10 Metacritic, que utiliza un promedio ponderado, asignó a la película una puntuación de 0 sobre 100, basada en 3 críticas, lo que indica "un disgusto abrumador".